# Arachnodes pierrettae
Arachnodes pierrettae là một loài bọ cánh cứng trong họ Bọ hung (Scarabaeidae).